# 2. ŽNL Osječko-baranjska NS Osijek 2012./13.
Ligu je osvojio NK Tomislav Livana i u kvalifikacijama za 1. ŽNL Osječko-baranjsku izborio plasman u viši rang. Iz lige je u 3. ŽNL Osječko-baranjsku ispalo NK Laslovo '91.

## Tablica
| Mj. | Klub                         | Sus. | Pobj. | Nerij. | Por. | GR.   | Bod. |
| --- | ---------------------------- | ---- | ----- | ------ | ---- | ----- | ---- |
| 1.  | NK Tomislav Livana           | 22   | 17    | 3      | 2    | 54:9  | 54   |
| 2.  | NK Slavonija Ivanovac        | 22   | 15    | 2      | 5    | 63:19 | 47   |
| 3.  | NK BSK Beketinci             | 22   | 13    | 3      | 6    | 41:39 | 42   |
| 4.  | NK Radnik Josipovac          | 22   | 13    | 2      | 7    | 41:32 | 41   |
| 5.  | NK Sloga Ernestinovo         | 22   | 12    | 4      | 6    | 48:34 | 40   |
| 6.  | NK Brijest                   | 22   | 12    | 2      | 8    | 48:32 | 38   |
| 7.  | NK Klas Čepin                | 22   | 10    | 3      | 9    | 37:40 | 33   |
| 8.  | NK LIO Osijek                | 22   | 7     | 2      | 13   | 25:44 | 23   |
| 9.  | NK Dunav Dalj                | 22   | 5     | 3      | 14   | 26:45 | 18   |
| 10. | NK Šubić Vuka                | 22   | 5     | 1      | 16   | 33:49 | 16   |
| 11. | NK Mladost Čepinski Martinci | 22   | 5     | 1      | 16   | 28:60 | 16   |
| 12. | NK Laslovo '91               | 22   | 4     | 2      | 16   | 23:64 | 14   |

## Rezultati
| NK Radnik Josipovac - NK Mladost Čepinski Martinci 2:1 NK Dunav Dalj - NK LIO Osijek 1:1 NK Tomislav Livana - NK Laslovo '91 3:0 NK Šubić Vuka - NK Slavonija Ivanovac 1:2 NK Klas Čepin - NK BSK Beketinci 1:5 NK Brijest - NK Sloga Ernestinovo 1:1 | NK Brijest - NK Klas Čepin 2:2 NK BSK Beketinci - NK Šubić Vuka 2:0 NK Slavonija Ivanovac - NK Tomislav Livana 2:1 NK Laslovo '91 - NK Dunav Dalj 2:1 NK LIO Osijek - NK Radnik Josipovac 3:1 NK Sloga Ernestinovo - NK Mladost Čepinski Martinci 5:1 | NK Šubić Vuka - NK Brijest 1:3 NK Tomislav Livana - NK BSK Beketinci 2:0 NK Dunav Dalj - NK Slavonija Ivanovac 2:1 NK Radnik Josipovac - NK Laslovo '91 2:3 NK Mladost Čepinski Martinci - NK LIO Osijek 1:3 NK Klas Čepin - NK Sloga Ernestinovo 1:0 |
| NK Brijest - NK Tomislav Livana 1:2 NK Klas Čepin - NK Šubić Vuka 6:1 NK BSK Beketinci - NK Dunav Dalj 1:0 NK Slavonija Ivanovac - NK Radnik Josipovac 6:1 NK Laslovo '91 - NK Mladost Čepinski Martinci 3:1 NK Sloga Ernestinovo - NK LIO Osijek 2:1 | NK Dunav Dalj - NK Brijest 0:1 NK Tomislav Livana - NK Klas Čepin 2:0 NK Radnik Josipovac - NK BSK Beketinci 0:2 NK Mladost Čepinski Martinci - NK Slavonija Ivanovac 0:2 NK LIO Osijek - NK Laslovo '91 0:3 NK Šubić Vuka - NK Sloga Ernestinovo 1:1 | NK Brijest - NK Radnik Josipovac 1:0 NK Klas Čepin - NK Dunav Dalj 4:2 NK Šubić Vuka - NK Tomislav Livana 0:1 NK BSK Beketinci - NK Mladost Čepinski Martinci 1:0 NK Slavonija Ivanovac - NK LIO Osijek 5:0 NK Sloga Ernestinovo - NK Laslovo '91 7:2 |
| NK Mladost Čepinski Martinci - NK Brijest 2:0 NK Radnik Josipovac - NK Klas Čepin 1:0 NK Dunav Dalj - NK Šubić Vuka 1:0 NK LIO Osijek - NK BSK Beketinci 0:3 NK Laslovo '91 - NK Slavonija Ivanovac 0:0 NK Tomislav Livana - NK Sloga Ernestinovo 0:1 | NK Brijest - NK LIO Osijek 2:1 NK Klas Čepin - NK Mladost Čepinski Martinci 1:1 NK Šubić Vuka - NK Radnik Josipovac 2:3 NK Tomislav Livana - NK Dunav Dalj 8:0 NK BSK Beketinci - NK Laslovo '91 2:1 NK Sloga Ernestinovo - NK Slavonija Ivanovac 3:1 | NK Laslovo '91 - NK Brijest 1:3 NK LIO Osijek - NK Klas Čepin 3:2 NK Mladost Čepinski Martinci - NK Šubić Vuka 3:2 NK Radnik Josipovac - NK Tomislav Livana 1:2 NK Slavonija Ivanovac - NK BSK Beketinci 5:0 NK Dunav Dalj - NK Sloga Ernestinovo 1:2 |
| NK Brijest - NK Slavonija Ivanovac 3:2 NK Klas Čepin - NK Laslovo '91 2:1 NK Šubić Vuka - NK LIO Osijek 2:3 NK Tomislav Livana - NK Mladost Čepinski Martinci 2:1 NK Dunav Dalj - NK Radnik Josipovac 1:3 NK Sloga Ernestinovo - NK BSK Beketinci 3:3 | NK BSK Beketinci - NK Brijest 2:1 NK Slavonija Ivanovac - NK Klas Čepin 4:1 NK Laslovo '91 - NK Šubić Vuka 1:4 NK LIO Osijek - NK Tomislav Livana 0:2 NK Mladost Čepinski Martinci - NK Dunav Dalj 4:0 NK Radnik Josipovac - NK Sloga Ernestinovo 1:0 | NK Mladost Čepinski Martinci - NK Radnik Josipovac 0:2 NK LIO Osijek - NK Dunav Dalj 1:1 NK Laslovo '91 - NK Tomislav Livana 0:4 NK Slavonija Ivanovac - NK Šubić Vuka 3:0 NK BSK Beketinci - NK Klas Čepin 1:3 NK Sloga Ernestinovo - NK Brijest 0:4 |
| NK Klas Čepin - NK Brijest 2:1 NK Šubić Vuka - NK BSK Beketinci 0:1 NK Tomislav Livana - NK Slavonija Ivanovac 1:1 NK Dunav Dalj - NK Laslovo '91 3:0 NK Radnik Josipovac - NK LIO Osijek 2:1 NK Mladost Čepinski Martinci - NK Sloga Ernestinovo 1:3 | NK Brijest - NK Šubić Vuka 2:0 NK BSK Beketinci - NK Tomislav Livana 0:0 NK Slavonija Ivanovac - NK Dunav Dalj 2:0 NK Laslovo '91 - NK Radnik Josipovac 1:7 NK LIO Osijek - NK Mladost Čepinski Martinci 3:0 NK Sloga Ernestinovo - NK Klas Čepin 2:1 | NK Tomislav Livana - NK Brijest 2:0 NK Šubić Vuka - NK Klas Čepin 1:3 NK Dunav Dalj - NK BSK Beketinci 1:1 NK Radnik Josipovac - NK Slavonija Ivanovac 1:0 NK Mladost Čepinski Martinci - NK Laslovo '91 3:0 NK LIO Osijek - NK Sloga Ernestinovo 0:1 |
| NK Brijest - NK Dunav Dalj 3:1 NK Klas Čepin - NK Tomislav Livana 0:4 NK BSK Beketinci - NK Radnik Josipovac 1:2 NK Slavonija Ivanovac - NK Mladost Čepinski Martinci 5:1 NK Laslovo '91 - NK LIO Osijek 0:3 NK Sloga Ernestinovo - NK Šubić Vuka 3:1 | NK Radnik Josipovac - NK Brijest 5:0 NK Dunav Dalj - NK Klas Čepin 4:1 NK Tomislav Livana - NK Šubić Vuka 6:0 NK Mladost Čepinski Martinci - NK BSK Beketinci 1:4 NK LIO Osijek - NK Slavonija Ivanovac 0:4 NK Laslovo '91 - NK Sloga Ernestinovo 2:2 | NK Brijest - NK Mladost Čepinski Martinci 6:1 NK Klas Čepin - NK Radnik Josipovac 1:1 NK Šubić Vuka - NK Dunav Dalj 4:0 NK BSK Beketinci - NK LIO Osijek 4:0 NK Slavonija Ivanovac - NK Laslovo '91 5:0 NK Sloga Ernestinovo - NK Tomislav Livana 1:2 |
| NK LIO Osijek - NK Brijest 2:1 NK Mladost Čepinski Martinci - NK Klas Čepin 4:1 NK Radnik Josipovac - NK Šubić Vuka 4:3 NK Dunav Dalj - NK Tomislav Livana 0:1 NK Laslovo '91 - NK BSK Beketinci 3:5 NK Slavonija Ivanovac - NK Sloga Ernestinovo 3:1 | NK Brijest - NK Laslovo '91 3:0 NK Klas Čepin - NK LIO Osijek 1:0 NK Šubić Vuka - NK Mladost Čepinski Martinci 4:1 NK Tomislav Livana - NK Radnik Josipovac 0:0 NK BSK Beketinci - NK Slavonija Ivanovac 0:5 NK Sloga Ernestinovo - NK Dunav Dalj 4:3 | NK Slavonija Ivanovac - NK Brijest 5:1 NK Laslovo '91 - NK Klas Čepin 0:2 NK LIO Osijek - NK Šubić Vuka 0:4 NK Mladost Čepinski Martinci - NK Tomislav Livana 1:7 NK Radnik Josipovac - NK Dunav Dalj 1:0 NK BSK Beketinci - NK Sloga Ernestinovo 3:2 |
| NK Brijest - NK BSK Beketinci 9:0 NK Klas Čepin - NK Slavonija Ivanovac 2:0 NK Šubić Vuka - NK Laslovo '91 2:0 NK Tomislav Livana - NK LIO Osijek 2:0 NK Dunav Dalj - NK Mladost Čepinski Martinci 4:0 NK Sloga Ernestinovo - NK Radnik Josipovac 4:1 | | |

## Kvalifikacije za 1. ŽNL Osječko-baranjsku
9. lipnja 2013. godine: NK Mladost Draž - NK Tomislav Livana 2:3
16. lipnja 2013. godine: NK Tomislav Livana - NK Mladost Draž 4:1
U 1. ŽNL Osječko-baranjsku se plasirao NK Tomislav Livana.